# Typ-055 jagare (fartyg)
Typ-055 (Renhaj-klass)) är en klass av jagare i tjänst med den kinesiska flottan.
Fartygklassen är Kinas senaste och största örlogsfartyg (frånsett hangarfartyg och amfibiefartyg). Fartygen i klassen är designade med stealthförmåga och starka luftradarsystem i form av fyra kraftiga AESA-radar-antenner på fartygets skrov. Bestyckningen består av en blandning av luftvärnsrobotar, kryssningsmissiler och anti-fartygs robotar. Dessa ryms i fartygets 112 vertikala robot-celler (Vertical launching system). Fartyget är ett av världens största ytstridsfartyg och har en deplacement på cirka 12 000 ton och är 180 meter långt.
År 2024 fanns åtta fartyg i bruk i den kinesiska flottan. Totalt planeras 16 fartyg byggas.